# T·O·S (Terminate on Sight)
T•O•S (Terminate on Sight) — другий студійний альбом американського реп-гурту G-Unit, перший за 5 років з часів попередньої платівки. Початкова назва: Shoot to Kill, наступна: Lock & Load, зрештою її змінили на Terminate on Sight. Вихід релізу спершу планували на 24 червня 2008. Виконавчий продюсер: 50 Cent. Бек-вокал на «Kitty Kat»: Precious Paris, майбутня підписантка G-Unit Records. Видання для iTunes постачається з цифровим буклетом.

## Концепція
В інтерв'ю MTV Тоні Єйо заявив, що назва «передає агресивність». 50 Cent прокоментував метод написання пісень і запису, використаний гуртом: 
Ми переглянули 18 пісень. Тоді я дозволив їм докласти тих самих зусиль, що й для створення матеріалу для мікстейпу, для запису альбому. Тож ми видамо частину цього матеріалу, створеного за цей проміжок часу, для вулиць. Це спрямовано виключно на нарощення обертів.

В іншому інтерв'ю MTV 50 Cent заявив: 
Це ніби спіноф — сиквел до Beg for Mercy. Це констатування конкуренції з іншими виконавцями. Terminate on Sight — агресивніша версія. Платівка втілює саме це. Я знаю, в якому напрямку слід рухатися, оскільки я розвідав обставу своїм викладеним матеріалом.

## Музика

### Запис
В інтерв'ю Spider Loc зазначив, що G-Unit записали 70-80 треків, які можуть потрапити на альбом. Однак у пізнішому інтерв'ю AllHipHop.com колектив сповістив про 18 пісень, що ймовірно увійдуть до платівки. 50 Cent розповів MTV про намір співпрацювати з Емінемом, бажання, щоб реліз пройшов контроль репера й Доктора Дре.

В інтерв'ю ReverbNation Ллойд Бенкс прокоментував трудову етику: 
У студії ми змагалися один з одним. Без перебільшення, коли я завершував свій куплет, Єйо вже мав свій. Ми ледве не билися, аби потрапити до кабіни. Саме цього нам не вистачало. Це йде від почуття опору вперше за весь час. Я розглядаю це як благословення, позаяк це повернуло нас туди, звідки ми розпочинали. Повернутися до того, чому ми робили музику, у першу чергу, й чому люди вподобали її. Люди бачать успіх і вважають, що це випадковість. Хочу, щоб фани й критики знали, увесь наш успіх ніколи не затьмарював любов та повагу до гри. Нами керує любов.

Тоні Єйо розповів про пісню з участю Емінема, котру спродюсував Dr. Dre: 
«Трек з Емом вогонь. Вони з Фіфом знищать чиюсь кар'єру, але я поки притримаю це. Не думаю, що ви всі готові до цієї пісні. На мою думку, вона змусить цього ніґера накласти на себе руки, коли він почує її».
 Трек досі не оприлюднили.

## Відгуки
Більшість критиків неоднозначно оцінили альбом. «Straight Outta Southside» є триб'ютом Шону Беллу, вбитому поліцією у Нью-Йорці. Інструментал треку умисно нагадує «Straight Outta Compton» гурту N.W.A.

## Продаж і сертифікації
Платівка дебютувала на 4-ій сходинці Billboard 200 з результатом у 102 тис. копій у США за перший тиждень. За другий тиждень — 36 тис., 9-те місце; за третій — 21 тис., 24-та позиція; за 4-ий — 14 тис.,. Відтоді альбом розійшовшся накладом у 240 700 копій у США.

## Список пісень
| #   | Назва                                            | Продюсер(и)                                      | Тривалість |
| --- | ------------------------------------------------ | ------------------------------------------------ | ---------- |
| 1.  | «Straight Outta Southside»                       | Ron Browz                                        | 2:36       |
| 2.  | «Piano Man» (з участю Young Buck)                | Tha Bizness                                      | 3:21       |
| 3.  | «Close to Me»                                    | Teraike «Chris Styles» Crawford                  | 4:18       |
| 4.  | «Rider Pt. 2» (з участю Young Buck)              | Rick Rock                                        | 2:48       |
| 5.  | «Casualties of War»                              | Ky Miller                                        | 3:19       |
| 6.  | «You So Tough»                                   | Ky Miller                                        | 3:46       |
| 7.  | «No Days Off» (з участю Young Buck)              | Dual Output                                      | 3:54       |
| 8.  | «T.O.S. (Terminate on Sight)»                    | Ty Fyffe                                         | 4:11       |
| 9.  | «I Like the Way She Do It» (з участю Young Buck) | Street Radio                                     | 3:52       |
| 10. | «Kitty Kat»                                      | Hit-Boy                                          | 3:48       |
| 11. | «Party Ain't Over» (з участю Young Buck)         | Damien Taylor                                    | 3:30       |
| 12. | «Let It Go» (з участю Mavado)                    | Don Cannon                                       | 3:06       |
| 13. | «Get Down»                                       | Swizz Beatz                                      | 3:22       |
| 14. | «I Don't Wanna Talk About It»                    | Jesse «Corporal» Wilson, Reginald «Reggie» Smith | 4:34       |
| 15. | «Ready or Not»                                   | Jake One                                         | 3:38       |
| 16. | «Money Make the World Go Round»                  | Ron Browz                                        | 4:14       |

| Бонус-трек для iTunes | Бонус-трек для iTunes | Бонус-трек для iTunes   | Бонус-трек для iTunes |
| #                     | Назва                 | Продюсери               | Тривалість            |
| --------------------- | --------------------- | ----------------------- | --------------------- |
| 17.                   | «Chase da Cat»        | Kadis, Sean «The Chase» | 3:43                  |

Семпли
- «You So Tough» — «Pahle, Pahle Pyar Ki Mulaqaten» у вик. Баппі Лагірі та Anjaan.
- «No Days Off» — «On N Oublie Jamias» (також відома як «Dawn of Our Love») у вик. Herb Ohta & His Orchestra.
- «Let It Go» — «Preciso Me Encontrar» у вик. Cartola.
- «Get Down» — «Spinning Wheel» у вик. Blood, Sweat & Tears.

## Чартові позиції
| Чарт (2008)               | Найвища позиція |
| ------------------------- | --------------- |
| Австралія                 | 35              |
| Австрія                   | 44              |
| Бельгія                   | 46              |
| Велика Британія           | 39              |
| Ірландія                  | 35              |
| Канада                    | 4               |
| Нідерланди                | 65              |
| Німеччина                 | 46              |
| Нова Зеландія             | 37              |
| США                       | 4               |
| US Rap Albums             | 2               |
| US Top R&B/Hip-Hop Albums | 2               |
| Франція                   | 61              |
| Швейцарія                 | 25              |